# Huntington (Staffordshire)
Huntington es una parroquia civil y un pueblo del distrito de South Staffordshire, en el condado de Staffordshire (Inglaterra).

## Geografía
Según la Oficina Nacional de Estadística británica, Huntington tiene una superficie de 6,32 km².

## Demografía
Según el censo de 2001, Huntington tenía 3940 habitantes (49,44% varones, 50,56% mujeres) y una densidad de población de 623,42 hab/km². El 25,15% eran menores de 16 años, el 69,87% tenían entre 16 y 74, y el 4,97% eran mayores de 74. La media de edad era de 34,74 años. Del total de habitantes con 16 o más años, el 26,72% estaban solteros, el 58,22% casados, y el 15,06% divorciados o viudos.
Según su grupo étnico, el 98,68% de los habitantes eran blancos, el 0,46% mestizos, el 0,61% asiáticos, el 0,1% negros, y el 0,15% chinos. La mayor parte (98,38%) eran originarios del Reino Unido. El resto de países europeos englobaban al 0,58% de la población, mientras que el 1,04% había nacido en cualquier otro lugar. El cristianismo era profesado por el 79,48%, el budismo por el 0,13%, el hinduismo por el 0,33%, el judaísmo por el 0,08%, el islam por el 0,13%, el sijismo por el 0,18%, y cualquier otra religión por el 0,13%. El 13,52% no eran religiosos y el 6,04% no marcaron ninguna opción en el censo.
Había 1494 hogares con residentes y 24 vacíos.